# ティジクン!
『ティジクン!』は、大柴健作画、横山雅彦原作による日本の漫画作品。『週刊少年マガジン』（講談社）にて、2009年36号から2010年6号まで連載された。各話数はそれぞれ「第○○撃」という通し番号になっており、数字は漢数字で表される。
普段はただの高校生だが、夜は歌舞伎町で新宿最強の男「ティジクン」と呼ばれている主人公赤沢亮を中心に描いた格闘漫画。タイトルの「ティジクン」とは昔の沖縄で鉄拳を意味する言葉からとられた。
構想に2年を費やしており、大柴は「ティジクン!」の仕事を引き受けてから取材をかねて毎週空手を習っていた。第一撃が巻頭カラーで63ページ、第二撃も49ページという大々的な扱いで始まったのだが、人気が伸びず、アンケートでも常に最下位に近い順位を取っており、約5か月で打ち切りとなった。

## あらすじ
主人公、赤沢亮は花霞高校に通うさえない高校生。そんな亮は、ひょんなことからクラスメイトである本部智子とともに新宿最強と恐れられているティジクン捜しを依頼されるのであった。

## 登場人物
赤沢亮
主人公。
花霞高校に通い、クラスは1-A。
背は低めで寝癖だらけの頭が特徴。
ごく普通の高校生である一方、歌舞伎町でティジクンと呼ばれヤクザやチンピラの間で恐れられているという2つの顔を持つ。自分がティジクンであることは友達には秘密にしている。
5歳の時に父親が殺され、他の人に自分と同じ思いをしてほしくないという思いから、ティの達人である本部沙和からティの奥義である雷撃電飛を一度だけ教わる。その後10年間ひたすら雷撃電飛の練習をし、歌舞伎町にいる人を守るためにティジクンと名乗り、ヤクザなどを倒してきた。
生徒会長と副会長からクラスメイト本部智子と共に花霞高校の治安を守るためティジクンを探すように頼まれ、一度は断ったものの本部智子が引き受けたため、亮も共にティジクンを探すことになった。
普段はおとなしい性格であるが父が殺されたことに対する深い悲しみから生まれたもうひとつの人格があり、亮がチリチミを解放した際には我を忘れ、人を殺しそうになることもあったが、沙和との修行の末、自らの心の闇に打ち勝つことに成功する。
本部智子の店でバイトしている。
本部智子
この漫画のヒロイン。
赤沢亮のクラスメイト。ぶっきらぼうな性格で男性のような口調が特徴。祖母と共に新宿で「沖縄物産店むーちゃんちー」を営んでいる。第十二撃までは唯一、赤沢亮の正体を知っていた。ティジクン捜しを頼まれた際、遅刻の累計回数をゼロにするという条件から亮と共に引き受けることになった。本部沙和の妹。
戦闘に参加することはないが、亮がレンに襲われた際に助けたり、チリチミを解放して暴走する亮をとめるなどの活躍も見せる。
本部沙和
亮に雷撃電飛を教えた。本部智子の兄で久しく行方不明であったが亮の前に現れる。2年前のレンとの戦いで左腕が動かなくなる。
CABの初代リーダーであったが真のティの心に気づきレンに戦いを挑む。
知花朝錬
この漫画のラスボス。
麻布一高校に通う高校1年生であり、カリスマモデルでもあり、ティの達人でもある。漫画ではレンと呼ばれることが多い。
ティの実力はかなりのもので亮や沙和をも圧倒するほど。
腐りきった社会を力で破壊し、新たな秩序を構築することを目的としたCAB（クラッシュ・アンド・ビルト）というグループに属しており、亮にメンバーなるように誘うが断られる。
生徒会長
花霞高校の生徒会長。美人だが少し変わったところがあり、副会長と共に特徴的なポーズをとることがしばしばある。本名は不明だが、「あき」と呼ばれることが何度かある。副会長とは幼馴染。花霞高校で初めて偏差値50を突破し、本人はそれを誇っている。花霞の治安のため、赤沢亮と本部智子にティジクンを捜し、友達になるよう依頼した。
副会長
花霞高校の生徒副会長。美人だが少し変わったところがあり、生徒会長と共に特徴的なポーズをとることがしばしばある。本名は不明だが、「ゆき」と呼ばれることが何度かある。生徒会長とは幼馴染。ティジクンの正体が亮であることをいち早く感付き、最終的にばれてしまう。
三条さやか
花霞高校に通う。クラスは1-C。眼鏡をかけていて、髪はロングヘアー。
頭に植木鉢が落ちてきそうになったときに亮に守ってもらって以降、亮のことが好きになる。図書委員。
清水
ボクシングでインターハイのライトフライ級二連覇の高校ボクシングのスターであったが、ケンカ沙汰で相手を半殺しにしてしまいプロになり損ねた。それ以降「ブラック・プリズナー」という暴力団のチームに入る。
動体視力が非常に高く、亮に勝負を挑むものの、攻撃の前に予備動作がないティの動きを捕らえることができず敗北する。
左の頬と右耳に古傷がある。
ダーオ
アジア系の少年でありムエタイを使いこなすナックムエ。姉が過酷な労働から自殺し、その仇を討つため自らをティジクンと名乗り、ヤクザや高利貸しの大腿骨をキックでへし折り、財布を抜き取ってそのお金で生活していた。
亮に無差別に他人から財布を抜き取っていると勘違いされ、亮と勝負することになるが、相突きによって倒される。その後亮が事実を知り、本部の店でバイトすることになる。
黒崎蒼佑
大学三年生で全日本柔道選手権大会を二連覇しており、オリンピック柔道金メダルの最有力候補。コンクリートのように硬い砂袋を毎日左右千回ずつ蹴り脚力を鍛え、一瞬のうちに内股を二回かける技である「二段投げ」を編み出した。
柔道が最強の格闘技であることを証明するため亮に勝負を挑むが倒される。
大事な試合の前には祖父の形見の帯をつけて練習するようにしており、亮との戦いの前にもこの帯をつけていた。
抜山
元力士で、トラックを受け止めて投げるほどの怪力の持ち主で、体が大きく、背も亮より頭ひとつ分大きい。
借金取りをしている。副会長の親友である尚子が抜山を含む借金取りからひどい取立てを受けており、副会長は借金取りをやっつけるように亮に依頼した。抜山は怪我のせいでまともに技が繰り出せない亮を相手に戦いを有利にすすめる。しかし亮は突然現れた友寄摩利に助けてもらい、アドバイスをもらうことで見事抜山に勝利することができた。
友寄摩利
ティの達人の女性。抜山との戦いに苦戦する亮にアドバイスをし、勝利へと導いた。
氷室
己貴太蔭流柔術という武術の達人の男性。眼鏡が特徴的でCABの事務総長を務める。
初期は亮の戦いの解説役としてのイメージが強かったが第十八撃からは戦闘にも参加するようになった。
三条虓（サンジョウコウ）
三条さやかの兄であり重度なシスターコンプレックスの持ち主である。
講談組の組長をつとめており、非常に喧嘩が強く、人間では相手がいないため3年前にサーカス団の虎を相手に戦い、殺したことから「虎殺しの三条」とよばれることもある。
亮がさやかの彼氏であると勘違いし、亮に勝負を挑むが、亮がティの封印（チリチミ）を解放したことで亮が勝利する。

## 用語
ティの用語が登場するが、実際とは違う意味で使われていることが多い。
ティジクン
- 主人公赤沢亮のあだ名。ヤクザやチンピラの間でこう呼ばれている。
- 昔の沖縄の言葉で「鉄拳」と言う意味。転じてティの名人達人と言う意味を表す。

ティ
空手の源流である沖縄空手のこと。この作品では半ば伝説と化した人類最強の格闘技として位置づけられている。

雷撃電飛
亮の必殺技。体を前に倒し、そのときに重力を利用し体を高速で移動させ、そのスピードを拳に乗せてアゴ（正確には下昆。東洋系の武術が狙う急所。）にパンチをする技。足を踏み込む瞬間にパンチを撃つことで足から拳に大地の力を伝え、大きな威力を出すことができる。
パンチの衝撃がアゴから背骨に伝わり、肉体の深層部を破壊して前神経の機能を喪失させる。
第五撃で雷撃電飛の正体がティの奥義「当破」であることが明らかになる。亮以外の人が当破を撃つときは雷撃電飛とは言わないことが多い。
当破
雷撃電飛のこと。「アティファー」と読む。亮以外の人が使うときは雷撃電飛とは言わないことが多い。
チンクチ
漢字で「剛体」と書く。全身の関節を固める体術で当破を撃つ瞬間にチンクチをかけることで大地の力を最大限に利用することができる。また相手から攻撃を食らう瞬間にチンクチをかけることによって相手の攻撃を防御し、さらにはね返すこともできる。
相突き
相手の攻撃を跳ね返し、カウンターを食らわせるティの奥義。非常に習得が難しく100分の1秒単位で相手の攻撃を見切る必要がある。亮はダーオとの戦いの中で相突きを独学で覚え、見事勝利する。
チリチミ
漢字で「封印」と書く。ティの型の中に隠されている殺人技術のこと。
昔、薩摩藩から武器を奪われ、当時最強の剣術といわれた薩摩の示現流と素手で戦うことを余儀なくされた琉球人が作り上げた武術であるティの技術を薩摩藩に見つからないように琉球舞踊に見せかけたもの。
今ではティの型に隠された真髄を解くことができなくなってしまったが、十年間ひたすら雷撃電飛を練ってきた亮がクーサンクーの型を教わったことで一気に才能が開花し、さらに亮の父親が殺されてしまった怨念がティの先人たちの想いにふれ、亮はチリチミを解いてしまった。
CAB
本部沙和によって作られたグループ。ティなどの失われた武術を再興し、祖先たちの無念を武術の力で晴らすことで日本を再興することを目的とする。
しかし沙和は本当のティは悪を滅ぼすのではなく、悪を善に振り向けることであるのを知り、CABを出て行く。
クーサンクー
ティの型のひとつ。亮が友寄から教わる。
ブラック・プリズナー
清水が所属していたギャンググループ。池袋を中心に活動している。

## 作者
大柴健
作画担当。
2007年5月、22歳で「また明日」で第78回新人漫画賞入選。『マガジンSPECIAL』（講談社）2007年7号にて「また明日」が掲載され、2008年8号では読みきり作品である「夏の一号」が掲載される。2009年、本作で連載デビューを果たす。
横山雅彦
原作担当。
1964年兵庫県三木市生まれ。京都外国語大学外国語学部英米語学科卒業。東京外国語大学大学院地域文化研究科修士課程修了。専攻は地域研究（アメリカ）。
現在は東進ハイスクールに所属する英語講師であり、糸東流空手道師範でもある。
主な著書として、「高校生のための論理思考トレーニング」（ちくま新書）、「大学受験に強くなる教養講座」（ちくまプリマー新書）、「武道空手への招待」（三交社）などがある。

## 書誌情報
- 横山雅彦（原作） / 大柴健（作画） 『ティジクン！』 講談社〈講談社コミックス〉、全3巻
  1. 2009年12月17日発売、ISBN 978-4-06-384218-0
  2. 2010年1月15日発売、ISBN 978-4-06-384256-2
  3. 2010年2月17日発売、ISBN 978-4-06-384261-6